# S5W (原子炉)
S5W  (Westinghouse S5W Advanced Submarine Fleet Reactor) はアメリカ海軍の原子力潜水艦用の発電・推進用原子炉である。

## 概要
型式名の S5W は以下のような意味である(p33/280)。
- S = 1桁目は搭載用途を示し、Sは潜水艦用を表す
- 5 = 2桁目は設計担当メーカにおける炉心設計の世代
- W = 3桁目は設計担当メーカで、Wはウェスチングハウスを表す。

運用の容易さと戦闘時の損傷に対する抗堪性を追求して簡素化・高安全設計化・冗長化が図られた加圧水型炉である。これらの特性により、高い信頼性、長寿命、優れた安全記録を達成している。
S5Wは1959年に建造された「スキップジャック」以降、1970年代中盤にS6G原子炉を搭載したロサンゼルス級が登場するまでアメリカ海軍原潜の事実上の標準型原子炉であり、98隻の原子力潜水艦に搭載された(p34/280)。イギリス海軍初の原子力潜水艦「ドレッドノート」にも搭載されている(p34,40/280)。スキップジャック級やドレッドノートに搭載された初期のS5Wの炉心寿命は、最高出力運転時間換算（EFPH: equivalent full power hours）で5500時間程度に過ぎなかった(p40/280)が、後期には10000時間にまで延伸した。S5W の後期型では、燃料交換の際に炉心をS3G原子炉の第3世代型であるS3Gコア3に交換したものもあった。この場合には炉心寿命はさらに長くEFPH18000時間に達した(p40/280)。
1960年代半ばに、S1W原型炉施設においてS1W原子炉からオリジナルの炉心が撤去され、S5Wの炉心のテストが可能なように、格納容器の改修が行われ、炉心も交換された(p37/280)。S5Wの炉心で運転されていたにもかかわらず、原型炉施設ではそれ以降もS1W（called S1W/S5W core 4(p37/280)）と呼ばれていた。S5Wが高出力運転時に発生する熱を処理するためにS1W建屋に設備が追加された(p37/280)が、元々の潜水艦型建屋からはみ出す形になった。
2015年現在、「ダニエル・ウェブスター (MTS-626)」と「サム・レイバーン (MTS-635)」に搭載された2基のS5Wが稼働している。これらの「繫留訓練艦」は旧海軍チャールストン兵器ステーションでアメリカ海軍の原子炉運転員の訓練に使用されている。 どちらの艦も、事故の際に非常用冷却水を供給するディーゼルエンジン駆動の補助注水系 (Supplemental Water Injection System, SWIS) が設置されている。

## 参考資料
- S5W at the Federation of American Scientists